# The Iron Roses
The Iron Roses ist eine US-amerikanische Punkrock-Band. Ursprünglich gründete sie sich als Backing-Band für das Soloprojekt von Nat Gray. Seit 2023 treten sie gemeinsam als feste Formation auf. Die Texte der Band sind überwiegend politisch und behandeln Themen wie soziale Gerechtigkeit, Fremdenfeindlichkeit und politische Haltung in der Musikindustrie. Die Band unterstützt die LGBTQ-Community.

## Diskografie
- 2023: The Iron Roses (Iodine Recordings)[1]
- 2025: AGITPOP (EP)